# Svampbob Fyrkant
Svampbob Fyrkant (engelska: SpongeBob SquarePants), är en amerikansk animerad TV-serie, skapad av marinbiologen Stephen Hillenburg och producerad av United Plankton Pictures Inc för barntv-kanalen Nickelodeon. Serien har med kortare uppehåll producerats sedan 1999, med över 200 visade avsnitt. År 2004 fick serien en  spinoff i den animerade biofilmen Svampbob Fyrkant – Filmen, 2015 kom den fristående uppföljaren Svampbob Fyrkant: Äventyr på torra land och 2020 kom en till långfilm vid namn Svampbob: Svamp på rymmen.

## Karaktärer

### Svampbob Fyrkant

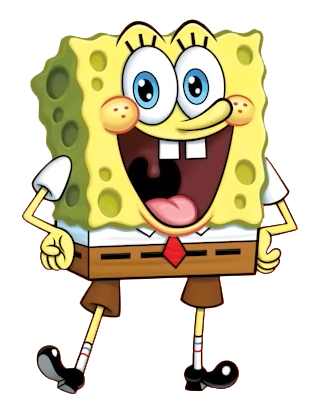
Svampbob Fyrkant.

Svampbob Fyrkant (på originalspråk: SpongeBob SquarePants), seriens titelfigur, är en tvättsvamp och seriens huvudperson som bor i en ananas på havets botten. Han är naiv, men långt ifrån dum, och hans motto är ”Jag är redo! Jag är redo! Jag är redo!”. Han är en gul fyrkantig tvättsvamp med stora blå ögon, stora framtänder, fräknar, hål överallt, fyrkantiga byxor med inbyggd slips, bälte och skjorta, samt/till och med blanka svarta skor; han är en fyrkantig huvudfoting.
Svampbob arbetar som grillkock på restaurangen Krångliga krabban, där han steker och serverar krabburgare, en burgare med hemligt recept. Krabburgaren är mycket populär. Han ställer alltid upp för Herr Krabba och brukar ibland säga "ni" till honom, för att hedra honom.
Som husdjur har Svampbob en snigel, Gary, som har samma storlek och beteende som en katt. Han är nog också den smartaste karaktären i hela serien, trots att han är ett husdjur.
Svampbobs största hobby är att fiska maneter. Maneterna fångas med håv på det stora manetfältet och mjölkas på manetmarmelad, varefter de släpps fria. De har samma beteende som bin, då de bor i bikupor, surrar, och anfaller i flock. Skillnaden är att de är större än bin och bränns i stället för att stickas. I Svampbobs undervattensvärld är manetfiske en stor sport som har massor med klubbar och anhängare.
Den som har skapat Svampbob Fyrkant är Stephen Hillenburg. Dubbningen till Svampbob är Kim Sulocki (svenska) och Tom Kenny (engelska).
Serien har 251 avsnitt hittills (2014).

### Patrik Stjärna
Patrik Stjärna (Patrick Star) är Svampbobs bästa kompis. Han är allmänt korkad, men trevlig, och får Svampbob att framstå som ett supergeni. Alla tycker att Patrik är korkad, förutom Svampbob, som tycker att Patrik är ett geni. Patrik är arbetslös, då han är för inkompetent för att kunna behålla ett jobb. Han har till och med vunnit ett pris för att inte ha gjort någonting, längre än någon annan.
Patrik är en rundlagd rosa sjöstjärna med blommiga badbyxor. Han har tättsittande ovala ögon och ingen näsa, med händer som tumvantar och fötter som närmast är benslut. Han bor under en sten och gillar att äta, sova och fiska maneter med Svampbob, och allt annat som Svampbob gillar.
Patrik är dessutom kusin med Svampbobs husdjur Gary. Patriks pappa Herb Stjärna är lillebror till Garys pappa Slim (Stjärna) Snigel.
En sten med en vindpil ovanpå utgör taket till Patriks hem, som ligger på samma gata som Svampbobs. Stenen har gångjärn så att han lätt och smidigt kan öppna och komma in under den. Bostaden under stenen har väggar och möbler av sand, undantaget TV:n, Sängen och lampan bredvid TV:n.

### Bläckvard Tentakel
Bläckvard Tentakel (Squidward Quincy Tentacles) är en bläckfisk som är sur på nästan allt och alla och trivs bäst hemma där han kan lyssna på och spela klassisk musik på sin klarinett. Bläckvard avskyr Svampbob och Patrik och gillar inte heller när de retas med honom (trots att detta oftast inte är avsikten). Bläckvard jobbar på samma snabbmatsrestaurang som Svampbob.
Han är den i serien som framstår som mest vuxen i sitt sätt, om än väldigt överdrivet. Han betraktar sig som en stor konstnär som gör stora mästerverk med lätthet. Han har en ateljé med alla tavlor som han har målat, alla med samma motiv – Bläckvard själv. Han bär på en stor önskan att få hår. Bläckvards hus är en påsköstatys huvud med ögon som fönster och mun som dörr.
Bläckvard har en stor hängande falukorvslik näsa, röda rektangelformade pupiller, tättsittande ovalformade ögon, en brun tröja, fyra tentakler som används som två ben, sugkoppar under ”händerna” och ”fötterna” och inga fingrar, en grönaktig kropp och ett stort huvud. När han skrattar reagerar hans näsa som en ballong; när han andas inåt mellan skrattsalvorna, skrumpnar den ihop, och när han fortsätter skratta utvidgas den.
Hans jobb är att stå bakom disken på Krångliga krabban och ta upp beställningar. Därmed är han arbetskamrat med Svampbob. I motsats till Svampbob avskyr Bläckvard sitt jobb, och sin arbetskamrat. Han och Svampbob utgör den enda personalen i restaurangen, förutom deras chef som då och då rycker in och tillrättavisar manskapet.

### Herr Krabba
Herr Krabba (Eugene Harold "Armor Abs" Krabs) äger Krångliga Krabban, och är således Svampbobs och Bläckvards chef. Finns det en sak som Herr Krabba verkligen älskar så är det pengar och eftersom han är väldigt snål så brukar han inte ge Svampbob och Bläckvard mycket i lön.
Krångliga Krabban är en hamburgerrestaurang där de serverar krabburgare (Krabby Patties). Herr Krabbas största konkurrent är det lilla enögda planktonet "Plankton" som hela tiden försöker stjäla det hemliga receptet till krabburgarna som serveras på restaurangen. Plankton har en egen restaurang "Glada Hinken", men han har aldrig några kunder eftersom alla äter på Krångliga Krabban.
Han har en dotter som heter Pearl, som är en grå val. Pearl är en val därför att Herr Krabbas fru var en val, men Krabbas fru är nu död.

### Sandy Kind
Sandy Kind (Sandy Cheeks) är en ekorre som flyttat till Bikini Botten.
Hon bor i ett trädhus i en stor glaskupa med luft. Sandy tycker om aktivitet och utmaningar. Hennes stora intresse är karate. Hennes största utmaning är att försöka leva under vattnet med hjälp av en syrefylld bubbla.
Eftersom hon är en landvarelse måste hon ha dykardräkt. Hon kommer från Texas och drabbas i bland av en fruktansvärd hemlängtan. Hon blir mycket upprörd när hon hör folk tala illa om Texas, då riskerar de att åka på stryk. Hon har två stora framtänder och ett brett leende och på vintern går hon i ide.

### Benny J. Plankton
Benny J. Plankton, (Sheldon James Plankton) är en mikroskopisk och ondskefull varelse i Bikini Botten. Planktons mål i livet är att få tag på Herr Krabbas hemliga recept på krabburgare. Plankton äger restaurangen Glada Hinken (Chum Bucket) som ligger mittemot Krångliga Krabban. Glada Hinken har aldrig några gäster så Plankton har all tid i världen att smida ondskefulla planer som han samlar i ett stort arkivskåp. Att Plankton är mikroskopisk gör att han varje dag löper risken att Svampbob eller någon annan ska kliva på honom. Planktons fru är en dator som heter Karin.

### Fru Poppy Puff
Fru Puff (Mrs. Puff) är nog den största av alla figurer. Hon är en vit blåsfisk med krulligt gult hår och gröna fenor. Hon har oftast blå tröja, röd kjol och blå hatt. Puff lever på att lära fiskar att köra ”båtbilar”. Hon äger en egen körskola som heter Fru Puffs Båtskola (Mrs. Puff's Boating School). Hon är Svampbobs körskolelärare och blir ofta skadad av Svampbobs dåliga körning. Vid vissa tillfällen åker hon till och med in i fängelse. Fru Puff blir orolig när hon tänker på två saker: att för alltid undervisa Svampbob, en jobbig och plågsam men ändå perfekt elev, och att låta ett monster som Svampbob (som kan förstöra en hel stad med sina dåliga körkunskaper) få ett körkort.
Fru Puff har haft en man, Herr Puff (Mr. Puff), men hon gillar inte att prata om vad som hände med honom (han blev ”förvandlad” till en lampa). Fru Puff har gått på en eller två träffar med Herr Krabba men de slutade inte lyckligt.
Puff har en snigel som heter Snellie. Snellie har tränats av Bläckvard för att vara med i det stora snigelloppet.

### Larry Hummer
Larry (Larry the Lobster) är en hummer som är liv- och strandvakt på den populära stranden Goo Lagoon. Larry är kroppsbyggare och mycket inriktad på träning och tävling. Näst efter Sandy så är Larry den starkaste varelsen i Bikinibotten. Larry är nära vän till Svampbob men ännu bättre vän med Sandy. I två avsnitt med Den Flygande Holländaren är Larry med, i båda avsnitten försöker Den flygande holländaren skrämma Larry.

### Vattumannen och Sjöpojken
Svampbob och Patrik är helt galna i Vattumannen och Sjöpojken (Mermaid Man och Barnacle Boy) som är en undervattensvariant av Batman och Robin. Det råkar visserligen vara så att dessa program Svampbob och Patrik diggar är väldigt gamla, så gamla att superhjältarna nu bor på ett ålderdomshem. Deras hysteri för att rädda världen med sina superhjältar är dock inte mindre för det, och de har många gånger gjort livet ganska surt för superhjältarna som egentligen vill varva ner.

#### Vattumannen
Vattumannen är en gammal superhjälte, som är med i Svampbobs favorit-program på TV, "Vattumannen och Sjöpojken". Han brukar ropa, vid nödfall, när snäcksignalen ljuder: "Mot den osynliga båtmobilen!"

#### Sjöpojken
När den fiktiva programserien spelades in var Sjöpojken (Barnacle Boy) en pojke. Nu är han pensionerad. Han frustreras över att fortfarande betraktas som hjälteseriens pojke, vilket gått så långt att han ett tag gått över till den onda sidan. Sjöpojkens näsa är väldigt lik Bläckvards fast större. I datorspelet Battle for Bikini Bottom har Sjöpojken en son och en svärdotter, samt tre skrikiga barnbarn. Sjöpojkens krafter är lasersyn och andra krafter som gör att han kan leva under vatten (trots att han är en människa).

## Engelska röster
- Tom Kenny - SvampBob Fyrkant, Gary, piraten Patchy och berättare
- Bill Fagerbakke - Patrik Stjärna
- Carolyn Lawrence - Sandy Kind
- Rodger Bumpass - Bläckvard Tentakel
- Clancy Brown - Herr Krabba
- Mr. Lawrence - Plankton och Larry
- Mary Jo Catlett - Fru Puff
- Lori Alan - Pearl
- Jill Talley - Karin
- Ernest Borgnine - Vattumannen
- Tim Conway - Sjöpojken[4]

## Internationell spridning
Nickelodeon sänder barnprogram i flera länder, och serien om SvampBob dubbas därför till många språk.

### Sverige
I den svenska dubbningen medverkar bland andra:
| Kim Sulocki       | – SvampBob Fyrkant, Teckning (DoodleBob) och Robo 2.1 i En gåva av gummi                                                                           |
| Tommy Nilsson     | – Patrik Stjärna och Tom i Chokladfeber |
| Joakim Jennefors  | – Bläckvard Tentakel, Octavus Bläckenberg och Smutsiga Bubblan i Jungfrumannen och Snäckpojken ll                                                  |
| Tommy Blom        | – Herr Krabba (1999-2011), Den Chefen, Robot X-29488 i SvampBob Fyrkant                                                                            |
| Pernilla Wahlgren | – Sandy Kind, Karin, Fru Puff, Pearl och Margaret Fyrkant (1999-2010)                                                                              |
| Hans Jonsson      | – Gary, Larry, Sjöpojken, Harold Fyrkant, Potty, Cavey, och Smutsiga Bubblan i Vattumannen och Sjöpojken V                                         |
| Mattias Knave     | – Berättare, Benny J. Plankton, Vattumannen, Den flygande holländaren, och Harold Fyrkant i Inga gratisturer (No free rides), och Man Ray          |
| Peter Sjöquist    | – Vattumannen i Vattumannen och Sjöpojken IV och V, Piraten Patchy, Bläcklhelm, Bubbla Bas, Man Ray, längenheter skrubbskädda, och Bekännare Percy |
| Anders Öjebo      | – Smutsiga Bubblan, Delfin Kigare, och Howard |
| Annica Smedius    | – Mormor Fyrkant, Ma Angler, och Karin 2.0 |
| Ole Ornered       | – Udon och lord Reginald |
| Johan Hedenberg   | – Plankton, Vattumannen (1999) krabba värd och Jultomten i Det är en SvampBob jul!                                                                 |
| Gunnar Ernblad    | – Den skvallrande stryparen och konstapeln Rob Johnson i SvampBob möter Stryparen                                                                  |
| Stephan Karlsén   | – Herr Krabba (2012-) |
| Annelie Berg      | – Sandy Kind, Karin, Fru Puff och Pearl (2011-) |

## Popularitet
SvampBob Fyrkant är den tecknade serie som lyckats bäst på Nielsen ratings 10-i-topp-lista, och den första lågbudgetserien i Nickelodeon som blivit riktigt populär. När SvampBob sändes för första gången 1999 fick den ett stort antal tittare och blev med tiden mer populär än någon annan tecknad serie i Nickelodeon.

## Kontroverser
De senaste SvampBob Fyrkant-avsnitten har kritiserats för att de inte lever upp till de äldre tittarnas förväntningar. En del kritiker tror att kvaliteten minskat sedan Svampbob Fyrkant – Filmen släppts, efter inledningen av säsong fyra. Intresset från fansen ska också ha minskat, liksom aktiviteten på fansidorna på internet.
Det innebar en stor förändring för serien när Stephen Hillenburg slutade som seriens producent och uppdraget togs över av Derek Drymon. Drymon utsåg Paul Tibbitt som manusförfattare till den fjärde säsongen av serien. Den fjärde säsongen innebar också många andra nya medarbetare. Den andra långfilmen Svampbob Fyrkant: Äventyr på torra land kom däremot att produceras av Hillenburg.
I USA har SvampBob blivit en symbol inom HBTQ-rörelsen sedan det hävdats både från homosexuella och från motståndare mot "utlevd homosexualitet" att SvampBob är gay, och att serien förespråkar homosexualitet. Som svar på frågan om figurens sexualitet har skaparen Stephen Hillenburg dock sagt att alla i serien snarast är asexuella.

## I andra medier

### Biofilm
- År 2004 hade biograffilmen om SvampBob Fyrkant premiär, Svampbob Fyrkant - Filmen.
- Ytterligare en långfilm hade premiär år 2015, Svampbob Fyrkant: Äventyr på torra land.
- En tredje långfilm släpptes på Netflix år 2020, Svampbob: Svamp på rymmen.

### TV-spel
Serien har även gett upphov till ett flertal TV-spel
Några av spelen:
- Varelsen från Krångliga Krabban
- Tystnad, tagning, tvättsvamp!
- SpongeBob SquarePants: Battle for Bikini Bottom Rehydrated

### Tecknade serier
År 2004 gav Egmont Kärnan ut en serietidning med Svampbob Fyrkant, efter amerikansk förlaga. Den svenska serietidningen lades dock ned redan efter några nummer. 2009 kom tidningen ut igen, men lades sedan ner år 2010 och år 2012 kom den ut igen.